# De civitate Dei
De civitate Dei (puni naslov: De Civitate Dei contra Paganos — doslovno: „O Državi Božjoj protiv pagana“) je knjiga na latinskom jeziku koju je 420-ih objavio poznati hrišćanski teolog Aurelije Avgustin u kojoj iznosi temelje hrišćanske filozofije. Ta knjiga predstavlja najpoznatije Avgustinovo djelo, koje je imalo značajan uticaj na dalji razvoj zapadne civilizacije.
Njen naslov se najčešće prevodi kao Država Božja ili Božja Država, a ponekad i kao Grad Božji ili Božji Grad.
Avgustin je knjigu počeo pisati godine 412. podstaknut vizigotskom pljačkom Rima, događajem koji je šokirao i duboko traumatizovao kasnoantički svijet, odnosno doveo do propitivanja hrišćanstva koje je tada već bilo utvrđeno kao državna religija Rimskog carstva. Avgustin je knjigu zamislio prije svega kao odgovor paganima koji su hrišćane, odnosno napuštanje drevne rimske religije, smatrali glavnim uzrokom varvarskih najezdi, pustošenja i drugih nedaća u kojima se našlo Carstvo i njegovi podanici. U tu je svrhu izložio vlastito viđenje svjetske istorije, koje predstavlja jedan od prvih primjera filozofije istorije, odnosno koncept „Božje države“ (lat. civitas dei) nasuprot „zemaljskoj državi“ (lat. civitas terrena).

## Literatura
- The City of God against the Pagans. Translation by R. W. Dyson. New York : Cambridge University Press, 1998.  978-0-521-46475-8
- The City of God. Translation by Henry Bettenson. Harmondsworth, England: Penguin Books, 1972.
- The City of God. Translation by Gerald G. Walsh, S. J., et al. Introduction by Étienne Gilson. New York: Doubleday, Image Books, 1958.
- The City of God. Translation by Marcus Dods. Introduction by Thomas Merton. New York: The Modern Library, a division of Random House, Inc., 1950.
- The City of God. Translation by John Healey. Introduction by Ernest Barker. New York: E. P. Dutton & Co., 1945.

## Spoljašnje veze
Originalni tekst
- (језик: латински) [http://www.thelatinlibrary.com/august.html
- (језик: енглески) [http://www.newadvent.org/fathers/1201.htm
- (језик: енглески) [http://www.archive.org/details/city_of_god_ds_librivox